# Katarzyna Nowak-Stańczyk
Katarzyna Józefa Nowak-Stańczyk (ur. 11 marca 1964 w Zduńskiej Woli) – polska śpiewaczka operowa i pedagog.

## Życiorys
Pochodzi ze Zduńskiej Woli. Ukończyła II Liceum Ogólnokształcące i PSM I stopnia w Zduńskiej Woli. Absolwentka Akademii Muzycznej w Łodzi (klasa prof.Jadwigi Pietraszkiewicz, dyplom z wyróżnieniem w 1989). 
Jest laureatką m.in. Konkursu im. Ady Sari w Nowym Sączu 1987 (nagroda specjalna), I Międzynarodowego Konkursu im. Stanisława Moniuszki w Warszawie 1992r (nagroda specjalna dla najlepszego sopranu), Międzynarodowego Konkursu Wokalnego w Pretorii (RPA) 1990 ( nagroda specjalna). Solistka Opery Nova w Bydgoszczy (1989–1993 i od 2003), współpracowała również z Operą Wrocławską (1996–1997), Polską Operą Telewizyjną we Wrocławiu (1991–2002), Teatrem Muzycznym Roma w Warszawie, Teatrem Wielkim w Łodzi (1987–1988, 1992–2006) i Teatrem Wielkim w Poznaniu (1992–1995).
Od 2003 pedagog na Wydziale Wokalnym i Aktorskim Akademii Muzycznej im. Feliksa Nowowiejskiego w Bydgoszczy. Kierownik Zakładu Aktorstwa i Ruchu Scenicznego. 17 maja 2003 obroniła pracę doktorską, 30 maja 2005 uzyskała stopień doktora habilitowanego a 18 października 2012 nadano jej tytuł profesora w zakresie sztuk muzycznych.